# Helina sternitoscola
Helina sternitoscola är en tvåvingeart som beskrevs av Feng 2005. Helina sternitoscola ingår i släktet Helina och familjen husflugor.
Artens utbredningsområde är Sichuan (Kina). Inga underarter finns listade i Catalogue of Life.